# Santa Cruz del Valle
Santa Cruz del Valle è un comune spagnolo di 567 abitanti situato nella comunità autonoma di Castiglia e León.